# Краснолиманское викариатство
Краснолиманское викариа́тство — викариатство Горловской епархии Украинской Православной Церкви (Московского патриархата).

## История
16 сентября 2014 года Священным Синодом Украинской православной церкви заштатный епископ Алипий (Погребняк) назначен епископом Краснолиманским, викарием Горловской епархии.
4 октября 2014 года епископ Краснолиманский Алипий возведён в сан схиархиепископа.
Резиденция Краснолиманских архиереев — город Лиман Донецкой области (до 2016 года — Красный Лиман).
Кафедральный собор — Петропавловский собор (Лиман) (город Лиман).
Настоятель собора — протоиерей Владимир Фоменко.

## Епископы
- 16 сентября 2014 — 2 ноября 2021 — Алипий (Погребняк)